# Orthorisma crassistriga
Orthorisma crassistriga är en fjärilsart som beskrevs av W. Warren 1896. Orthorisma crassistriga ingår i släktet Orthorisma och familjen mätare. Inga underarter finns listade i Catalogue of Life.